# Zeteta
Zeteta (in greco antico: ζητητής?, zetetés, "commissario di inchiesta") nell'antica Atene era un nome che indicava due tipi di ufficiali straordinari (non magistrati regolari), spesso confusi dai grammatici.
Alcuni zeteti erano investigatori o inquisitori penali, incaricati di far luce sugli autori di crimini contro lo Stato e di consegnarli alla giustizia. Il tribunale dell'Areopago spesso aveva l'ufficio di ente inquisitore per lo Stato e i suoi membri a volte ricevettero poteri speciali da parte dell'Ecclesia. Durante il periodo di panico per la mutilazione del Erme, la Boulé ricevette potere assoluto per le indagini, ma vennero anche nominati degli zeteti. Questa è forse l'unica occasione in cui gli zeteti sono menzionati in relazione a un'inchiesta di natura non meramente economica.
Più frequentemente gli zeteti erano nominati per la ricerca di beni confiscati o appartenenti a criminali condannati e debitori statali; per cercare informazioni contro le persone che li nascondevano o aiutavano a nasconderli; per fornire un inventario di tutti questi beni alle autorità competenti. Il delinquente veniva poi processato, davanti ai sindici o, prima ancora, dagli stessi zeteti, se avevano la δικαστηρίου ἡγεμονία. Qualsiasi persona avente reclamato le merci oggetto di tali informazioni poteva presentare una petizione mentre la confisca era ancora in corso e ancor prima che lo Stato prendesse possesso di tali beni: questo atto era chiamato ἐνεπισκήψασθαι (il sostantivo ἐνεπίσκημμα compare solo in Arpocrazione).
Tali revisioni del Tesoro ad opera degli zeteti erano particolarmente frequenti nei periodi in cui le casse erano vuote, come durante la guerra sociale e negli anni immediatamente successivi; non mancano esempi precedenti. Nel caso dello scandalo di Arpalo Dinarco cita un decreto τὴν βουλὴν ζητεῖν. Secondo Scholl gli zeteti erano stati introdotti solo per un breve periodo di tempo dopo l'espulsione dei Trenta tiranni e poi sostituiti dai sillogi: in realtà è più probabile che i sillogi siano stati nominati solo in quella sola occasione, mentre gli zeteti più frequentemente.
Tecnicamente gli zeteti erano un'ἀρχή, anche se Giulio Polluce li classifica tra gli ὑπηρέται o subalterni: come osserva Boeckh, era un ufficio di cui gli uomini di alto rango non provavano vergogna. Un altro nome dei commissari di inchiesta per i beni confiscati era μαστῆρες. Per comprendere il funzionamento delle indagini degli zeteti sono state spesso studiate due orazioni di Lisia, Sui beni di Eratone e Sui beni di Aristofane.